# Sean Bailey (Kletterer)
Sean Bailey (* 20. Mai 1996 in Seattle, Washington) ist ein US-amerikanischer Sportkletterer. Er nimmt einerseits am Kletterweltcup der IFSC teil, klettert anderseits aber auch am Fels in den höchsten Schwierigkeitsgraden.

## Karriere
Im Alter von fünf Jahren begann Sean Bailey zu klettern. Mit 17 Jahren gewann er sowohl die American Bouldering Series als auch die nationalen Jugendmeisterschaften. Bei den Panamerikanischen Jugendmeisterschaften 2014 siegte er im Bouldern, wurde Zweiter im Schwierigkeitsklettern (Lead) und belegte den neunten Platz im Speed-Klettern. 2018 wurde er US-amerikanischer Meister im Sportklettern.
Seit 2016 nimmt Sean Bailey auch am Kletterweltcup teil. Im Mai 2021 siegte er in Salt Lake City erstmals im Bouldern. Zwei Monate später wurde er jeweils in Villars und Chamonix Erster im Schwierigkeitsklettern.
2019 qualifizierte er sich knapp nicht für die Olympischen Sommerspiele 2020 in Tokio, bei denen die Disziplin Sportklettern erstmals ausgetragen wurde.
Auch am Fels gehört er zu den weltbesten Kletterern. Im August 2016 kletterte er seine erste Route mit dem Schwierigkeitsgrad 9a+ (5.15a), Biographie (Realization) in Céüse, Frankreich. Dies wiederholte er mit den Routen First Ley und Joe Mama. Außerdem gelangen ihm je zwei Boulder mit den Graden 8C+ (V16) und 8C (V15).
Im September 2021 wiederholte er Bibliographie, ebenfalls in Céüse. Die Route war von Alex Megos erstbegangen und mit 9c (5.15d) bewertet worden. Stefano Ghisolfi hatte die Route zweitbegangen und den Grad mit 9b+ (5.15c) angegeben. Sean Bailey ist erst der siebte Kletterer, der eine mit diesem Grad bewertete Route durchstieg.

## Erfolge (Auswahl)

### Wettkampfklettern
- Panamerikanischer Jugendmeister im Bouldern – 2014
- Panamerikanischer Jugendvizeweltmeister im Schwierigkeitsklettern – 2014
- US-amerikanischer Meister im Schwierigkeitsklettern –  2018
- Drei Weltcupsiege: zwei im Schwierigkeitsklettern (Lead) und einer im Bouldern[2]

### Boulder

#### 9A (V17)
- Shaolin in Red Rocks, Nevada – Erstbegehung[7]

#### 8C+ (V16)
- Box Therapy im Rocky-Mountain-Nationalpark, Colorado – Oktober 2020 – Drittbegehung nach Daniel Woods und Drew Ruana[5]
- Grand Illusion in Little Cottonwood Canyon, Utah – November 2020 – Zweitbegehung nach Nathaniel Coleman[8]

#### 8C (V15)
- Pegasus in Joe’s Valley, Utah – November 2020 – Zweitbegehung nach Drew Ruana[5]
- White Noise im Rocky-Mountain-Nationalpark, Colorado – September 2020[5]

#### 8B (V13)
- Slasher in Joe’s Valley, Utah – November 2023 – Flash-Begehung[9]

### Felsklettern

#### 9b+ (5.15c)
- Bibliographie in Céüse, Frankreich – September 2021 – Drittbegehung nach Alex Megos und Stefano Ghisolfi[10]

#### 9a+ (5.15a)
- Biographie (auch: Realization) in Céüse, Frankreich – August 2016[11]
- First Ley in Margalef, Spanien – Dezember 2018[5]
- Joe Mama in Oliana, Spanien – März 2019[12]